# Underground (serie televisiva)
Underground è una serie televisiva statunitense creata da Misha Green e Joe Pokaski per l'emittente televisiva WGN America.
La serie viene trasmessa negli Stati Uniti dal 9 marzo 2016. WGN America ha rinnovato la serie per una seconda stagione. Il 30 maggio 2017 la serie viene cancellata da WGN dopo due stagioni prodotte.

## Trama
Un gruppo di schiavi di una piantagione in Georgia, pianifica una fuga attraverso le gallerie sotterranee della Underground Railroad. Il gruppo attraverserà oltre 600 miglia alla ricerca della libertà e un futuro migliore per se stessi e le loro famiglie.

## Personaggi e interpreti

### Principali
- Rosalee (stagioni 1-2), interpretata da Jurnee Smollett-Bell.
È una giovane e timida schiava della famiglia Macon, che non è mai uscita oltre i confini della piantagione.
- Noah (stagioni 1-2), interpretato da Aldis Hodge.
È uno schiavo coraggioso e intelligente che sogna la libertà, per questo escogita un piano per fuggire.
- Cato (stagioni 1-2), interpretato da Alano Miller.
Astuto e carismatico, è disprezzato e temuto dai suoi compagni della piantagione.
- Elizabeth Hawkes (stagioni 1-2), interpretata da Jessica De Gouw.
È una donna che conduce una vita mondana ed elegante che condivide gli ideali abolizionistici del marito, John.
- August Pullman (stagioni 1-2), interpretato da Christopher Meloni.
È un mercenario in bilico tra sopravvivenza e moralità.
- Ernestine (ricorrente stagione 1, stagioni 2), interpretata da Amirah Vann.
Schiava estremamente protettiva nei confronti dei figli.

### Ricorrenti
- Henry, interpretato da Renwick Scott.
È un adolescente con una vena ribelle e un cuore d'oro che idolatra Noah.
- John Hawkes, interpretato da Marc Blucas.
È un avvocato abolizionista che infrangere le leggi che ha giurato di rispettare.
- Moses, interpretato da Mykelti Williamson.
È un ardente predicatore per braccianti della piantagione.
- Pearly Mae, interpretata da Adina Porter.
È una moglie e madre coraggiosa, che contribuisce alla lotta verso la libertà.
- Sam, interpretato da Johnny Ray Gill.
È un talentuoso falegname, fratellastro di Rosalee.
- Zeke, interpretato da Theodus Crane.
Alto e robusto, è conosciuto per la sua forza nella piantagione di Macon, nonostante deve convivere con un doloroso segreto.
- Tom Macon, interpretato da Reed Diamond.
È il fratello di John Hawkes e proprietario della piantagione Macon.
- Kyle Risdin, interpretato da James Lafferty.
È un U.S. Marshall.
- William Still, interpretato da Chris Chalk.
Noto rivoluzionario abolizionista.
- Suzanna Macon, interpretata da Andrea Frankle.
Moglie di Tom e sorellastra di Pearly Mae. Spesso prova disgusto per Ernestine, protetta del marito e madre di due bambini schiavi.
- Bill Meekes, interpretato da PJ Marshall.
Responsabile della piantagione Macon.
- Jeremiah Johnson, interpretato da Christopher Backus.
Schiavo della piantagione.
- Boo, interpretata da Danielle Stewart.
Figlia di Moses e Pearly Mae.
- James, interpretato da Maceo Smedley.
Figlio più piccolo di Ernestine.
- Josey, interpretata da Jussie Smollett.
Schiavo che si vede vendere la moglie attraverso la concessione di John.
- Frogleg, interpretato da Joseph Sikora.
Un profeta che cerca di fare un accordo con Noah.
- Harriet Tubman, interpretata da Aisha Hinds.
- Daniel, interpretato da Bokeem Woodbine.
- Georgia, interpretata da Jasika Nicole.

## Episodi
| Stagione         | Episodi | Prima TV originale | Prima TV Italia |
| ---------------- | ------- | ------------------ | --------------- |
| Prima stagione   | 10      | 2016               | inedita         |
| Seconda stagione | 10      | 2017               | inedita         |

## Produzione
La serie è prodotta da Joby Harold e Tory Tunnell attraverso la Safehouse Pictures, e da John Legend assieme ai soci Mike Jackson e Ty Stiklorius con la loro Get Lifted Film Company. Legend si occuperà della colonna sonora e di tutti gli aspetti musicali della serie. Kanye West è stato in trattative per occuparsi della colonna sonora, ma l'accordo non si è materializzato.
Anthony Hemingway si è occupato della regia dei primi quattro episodi.